# Olavi Uusivirta

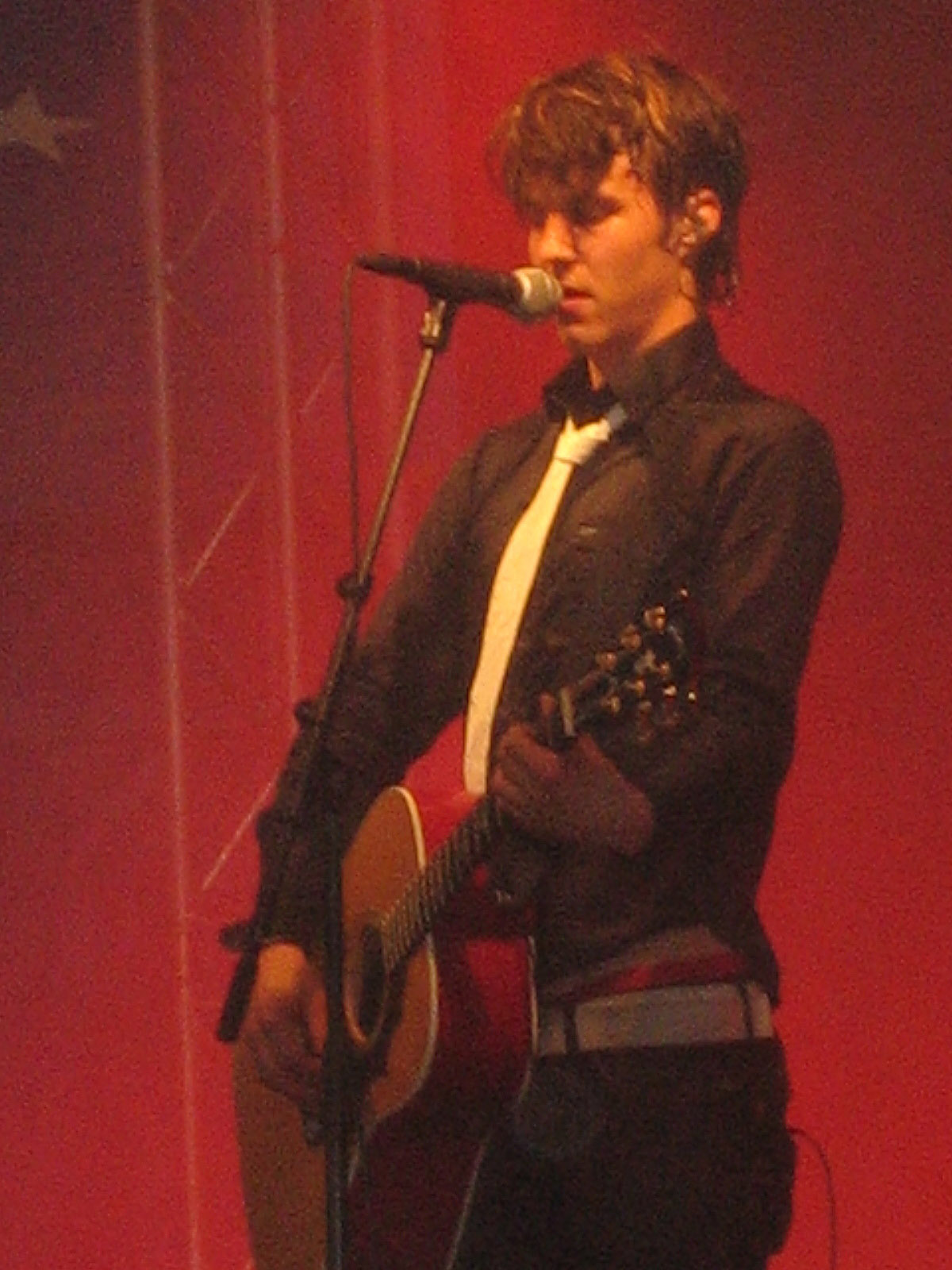
Olavi Uusivirta (2006)

Olavi Uusivirta (* 28. Juli 1983 in Helsinki, Finnland) ist ein finnischer Musiker und Schauspieler. Er singt, spielt Gitarre, Klavier und Schlagzeug und besuchte die Theaterhochschule in Helsinki.

## Karriere
Mit 20 Jahren veröffentlichte er bereits sein Debütalbum Nuoruustango, zwei Jahre später folgte das Album Me ei kuolla koskaan. 2004 spielte er auch in dem finnischen Kinofilm Keisarikunta von Pekka Mandart mit und komponierte hierfür die Single Ei oltu niin kuin muut. Im Film Ganes über die finnische Band Hurriganes spielte Olavi Uusivirta die Rolle des Bassisten Cisse Häkkinen. Nach Nuoruustango veröffentlichte Uusivirta bis 2010 bislang drei weitere Alben.

## Diskografie

### Alben
| Jahr | Titel                                        | Höchstplatzierung, Gesamtwochen, AuszeichnungChartsChartplatzierungen (Jahr, Titel, Platzierungen, Wochen, Auszeichnungen, Anmerkungen) | Anmerkungen                              |
| Jahr | Titel                                        | FI | Anmerkungen                              |
| ---- | -------------------------------------------- | --- | ---------------------------------------- |
| 2005 | Me ei kuolla koskaan                         | FI18 Gold · (7 Wo.)FI | Erstveröffentlichung: 28. September 2005 |
| 2008 | Minä olen hullu                              | FI12 (6 Wo.)FI | Erstveröffentlichung: 16. April 2008     |
| 2010 | Preeria                                      | FI5 (6 Wo.)FI | Erstveröffentlichung: 7. April 2010      |
| 2012 | Elvis istuu oikealla                         | FI7 (8 Wo.)FI | Erstveröffentlichung: 14. März 2012      |
| 2013 | 27 suosikkia                                 | FI25 (3 Wo.)FI | Erstveröffentlichung: 22. Februar 2013   |
| 2014 | Ikuiset lapset                               | FI3 (10 Wo.)FI | Erstveröffentlichung: 28. Februar 2014   |
| 2016 | Olavi                                        | FI1 (27 Wo.)FI | Erstveröffentlichung: 12. Februar 2016   |
| 2017 | Olavi elää!                                  | FI12 (2 Wo.)FI |                                          |
| 2019 | Skorpioni                                    | FI2 (15 Wo.)FI | Erstveröffentlichung: 31. Mai 2019       |
| 2020 | Lauantain toivotut (Ohjelmasta yle olohuone) | FI33 (2 Wo.)FI | Erstveröffentlichung: 12. Juni 2020      |
| 2022 | Pieni kuolema                                | FI3 (6 Wo.)FI | Erstveröffentlichung: 9. September 2022  |

Weitere Alben
- 2003: Nuoruustango

### Singles
| Jahr | Titel Album                             | Höchstplatzierung, Gesamtwochen, AuszeichnungChartsChartplatzierungen (Jahr, Titel, Album, Platzierungen, Wochen, Auszeichnungen, Anmerkungen) | Anmerkungen                                        |
| Jahr | Titel Album                             | FI | Anmerkungen                                        |
| --- | --------------------------------------- | --- | -------------------------------------------------- |
| 2005 | Irrallaan Me ei kuolla koskaan          | FI14 (2 Wo.)FI |                                                    |
| 2020 | 2020 –                                  | FI9 (4 Wo.)FI | Erstveröffentlichung: 8. Februar 2020 mit Anna Puu |
| Folgende Lieder erschienen nicht als Single, wurden aber durch das Album zum Download und Streaming bereitgestellt und konnten somit eine Platzierung erlangen: |                                         | |                                                    |
| |                                         | |                                                    |
| 2025 | Ollaanko tämä kesä näin? Ikuiset lapset | FI11 (… Wo.)FI |                                                    |

Weitere Singles
- 2003: Raivo härkä
- 2003: Jään
- 2003: Sininen huvimaja
- 2003: Ei mitään koskaan ollutkaan
- 2005: On niin helppoo olla onnellinen
- 2005: Hautalaulu
- 2006: Me ei kuolla koskaan
- 2008: Salmisaaren Salome
- 2008: Ukonlintu ja virvaliekki
- 2008: 6:06
- 2008: Löysäläisen laulu
- 2010: Nukketalo palaa
- 2010: Erika
- 2010: Sydänmaa

### Gastbeiträge
| Jahr | Titel Album                       | Höchstplatzierung, Gesamtwochen, AuszeichnungChartsChartplatzierungen (Jahr, Titel, Album, Platzierungen, Wochen, Auszeichnungen, Anmerkungen) | Anmerkungen                                                   |
| Jahr | Titel Album                       | FI | Anmerkungen                                                   |
| ---- | --------------------------------- | --- | ------------------------------------------------------------- |
| 2011 | Nuori ja kaunis Elokuu O.S.T.     | FI7 (18 Wo.)FI | mit Anna Järvinen                                             |
| 2023 | Viimeinen tanssi Merkittävät erot | FI2 (49 Wo.)FI | Erstveröffentlichung: 26. Mai 2023 Behm feat. Olavi Uusivirta |

### Samplerbeiträge
- 2003: Pahat pojat Soundtrack – Raivo härkä
- 2004: Keisarikunta Soundtrack – Ei oltu niin kuin muut (gesungen mit Mikko Leppilampi & Tidjan)
- 2007: Synkkien laulujen maa – Pimeä tie, mukavaa matkaa (gesungen mit Paula Vesala von PMMP)

## Filmografie
- 2004: Keisarikunta
- 2007: Ganes
- 2009: Discomadot
- 2009: Kielletty hedelmä
- 2009: Ralliraita
- 2016: Liebe zu verkaufen (Onnenonkija)
- 2020–2021: Deadwind (Karppi, Fernsehserie, neun Folgen)